# Румен Байрактаров
Румен Христов Байрактаров е български композитор.

## Биография
Роден е на 20 октомври 1946 г. в град Бургас. На 6-годишна възраст започва да свири на цигулка и участва като солист на Бургаската филхармония. Прави и първите си композиционни опити.
Завършва НМА „Панчо Владигеров“ София в класа по композиция на българският композитор Александър Райчев и дирижиране при Константин Илиев (1975 г.) Още като студент създава много произведения в камерния и симфоничния жанр – Соната за кларинет и пиано, Соната за цигулка и пиано, Соната за соло цигулка и пиано, „Чанове“ за оркестър и 28 ударни инструмента, Вариации за симфоничен оркестър, „Движения“ за флейта и пиано, много хорови и солови песни.
През 1976 г. специализира в Парижката консерватория при композиторът Оливие Месиен. Тук той започва да пише първата си симфония, с която се дипломира с отличие.
Изпълнението ѝ в София на шестия преглед на творчеството на младите е изпълнена с голям успех и получава първа награда на Съюза на българските композитори и е записана от оркестъра на БНР под диригентството на Васил Казанджиев. С нея изгражда собствена симфонична концепция и показва един от възможните пътища за развитие и обновление на симфоничния жанр.
През 1980 г. Байрактаров създава своя Концерт за цигулка и оркестър, посветен на цигуларката Елисавета Казакова и изпълнен от нея на премиерата със Софийска филхармония с диригент Йордан Дафов. Концертът за цигулка е удостоен с Първа награда на Съюза на българските композитори. Записан е от БНР с диригент Васил Казанджиев и солист Елисавета Казакова. През 1984 г. Първа симфония и Концертът за цигулка и оркестър са издадени на грамофонна плоча от „Балкантон“. Получава през 1985 г. международна награда за най-добър запис на годината от фондация „Кусевицки“ в САЩ, което му осигурява радиоизлъчване в целия свят.
През 1985 г. Байрактаров завършва Втората си симфония. Премиерата ѝ е на Прегледа „Нова българска музика“ с оркестъра на БНР и диригент Георги Нотев. За творбата авторът получава Първа награда на Съюза на композиторите и почетната значка на Министерството на културата.
През 2001 г. е сред шестимата композитори-финалисти в конкурса „Българска рапсодия в 7/8“ и произведението му се изпълнява и записва на компактдиск от Пловдивската филхармония под диригентството на Цанко Делибазов.
През 2002 г. е отличен с Първа награда и златен медал на Международния конкурс за творби за две пиана, организиран от „Duo piano Association“ – Токио.
През 2010 – 2012 г. написва „Библейска оратория“ за солисти, смесен хор и симфоничен оркестър, записана от оркестъра на БНР под диригентството на Георги Димитров.
Балетна музика „Орис“ – за симфоничен оркестър, „Херувими“ за смесен хор и симфоничен оркестър по библейски текстове.
Музиката му е звучала в Европа, Азия, Америка, Бразилия, Аржентина. Има записи в БНР, Балкантон, Япония, Фондация „Кусевицки“, радио Лайпциг и радио Париж.
Румен Байрактаров е професор по музикално-теоретични дисциплини в ДМА, във факултета „Музикална педагогика“ на СУ „Климент Охридски“.